# پیاجو پی.۵۰
پیاجو پی. ۵۰ (ایتالیایی: Piaggio P.50) نمونه اولیه یک بمب‌افکن سنگین است که توسط پیاجو ایروسپیس برای نیروی هوایی سلطنتی ایتالیا طراحی و ساخته شد.

## طراحی و توسعه

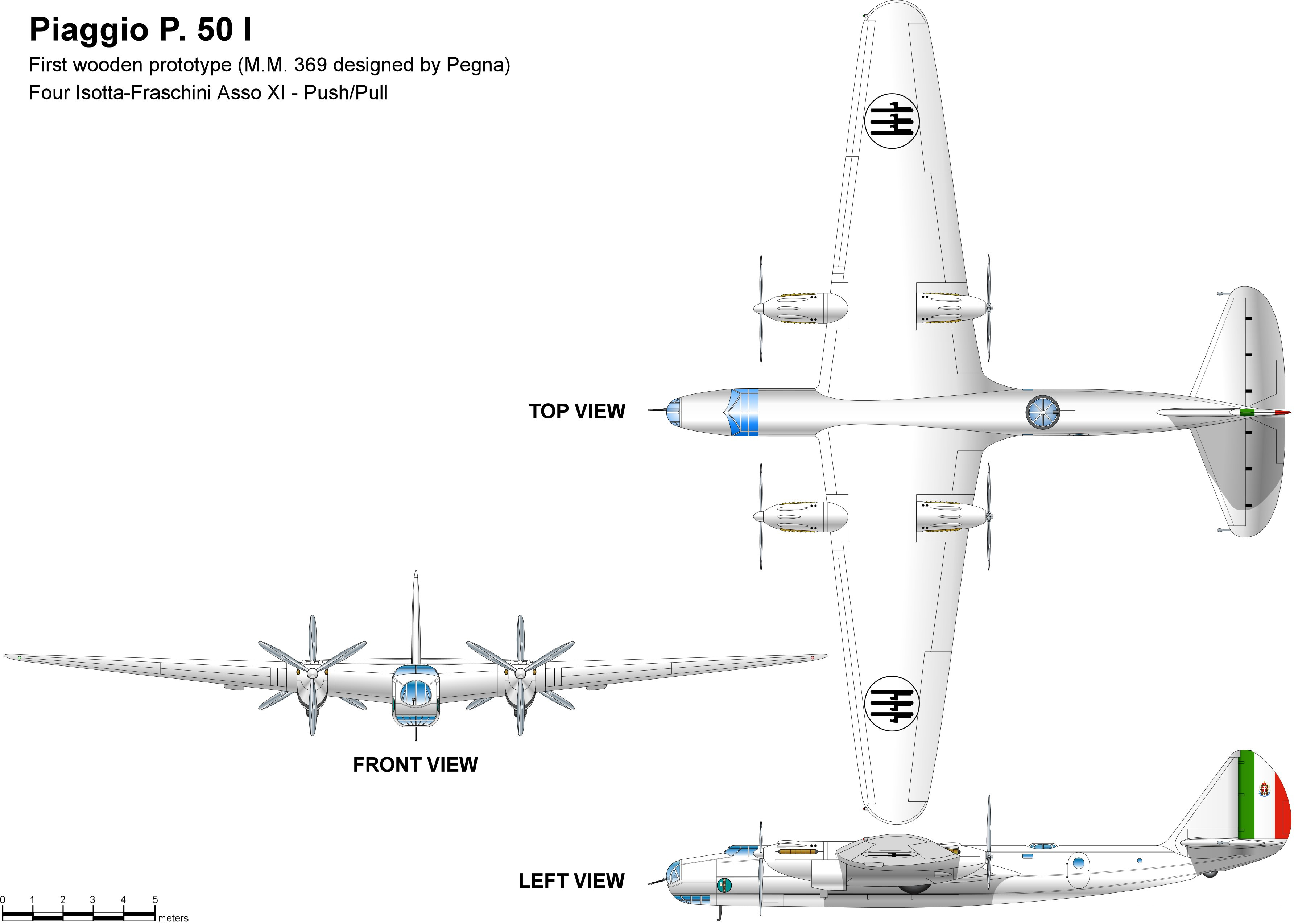
مدل نخستین پی ۵۰

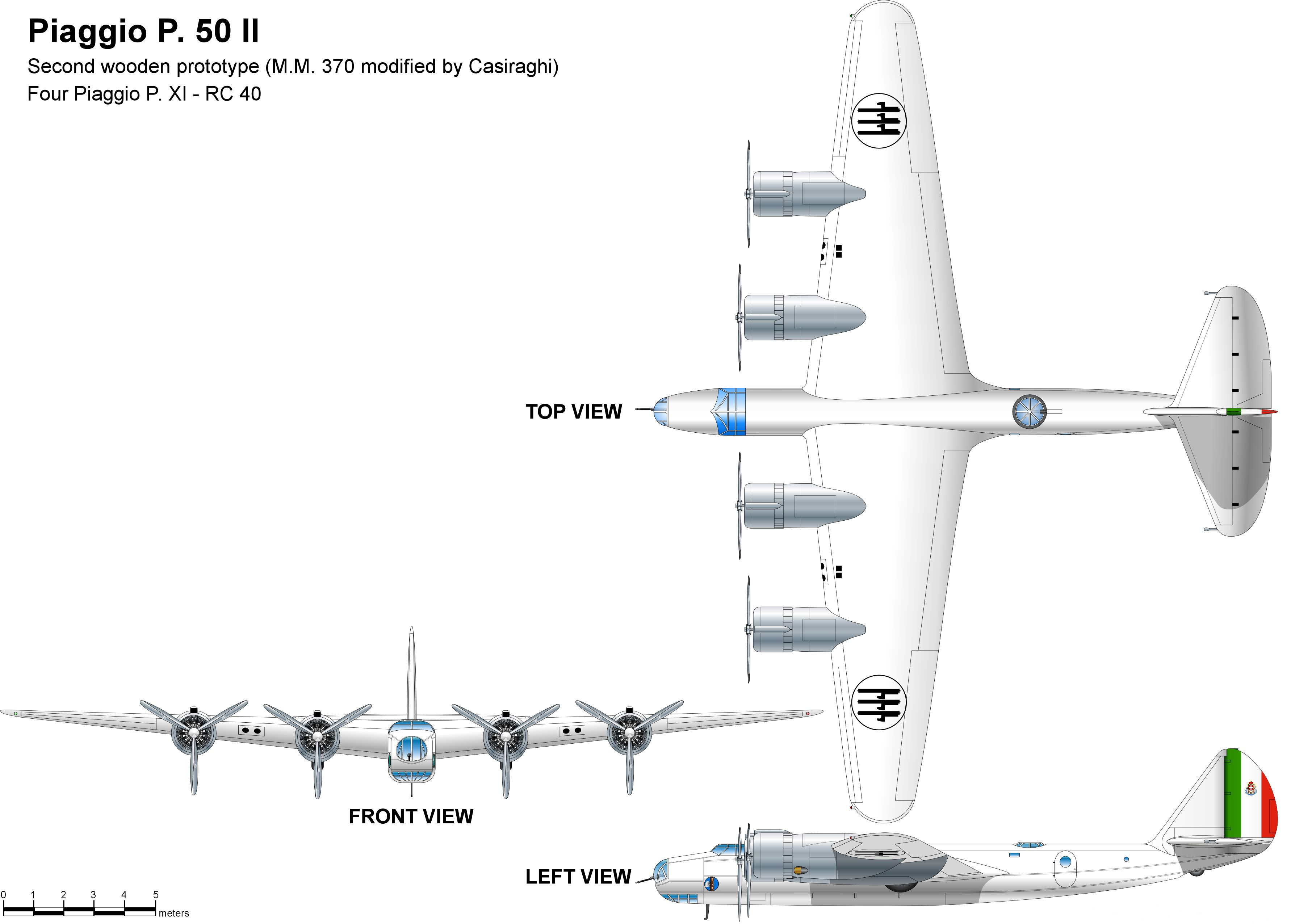
مدل دوم پی ۵۰

### پی. ۵۰–۱
اولین مدل با نام پی. ۵۰–۱ یک هواپیمای چهار موتوره بال شانه‌ای تک دم و سکان بود. چهار موتور وی۱۲ سه ملخه با قدرت ۷۳۰ اسب بخار که به صورت جفتی روی بال‌ها نصب شده بودند این هواپیما را پیش می‌بردند. برای دفاع هم سه مسلسل روی این هواپیما نصب شده بود.
دو نمونه از پی. ۵۰–۱ ساخته شدند که مدل نخست در سال ۱۹۳۷ پرواز کرد و مدل دوم در سال ۱۹۳۸ هنگام فرود در فرودگاه میلانو مالپنسا دچار سانحه شد. به غیر از این دو نمونه هیچ سفارشی برای تولید این مدل وجود نداشت.

### پی. ۵۰–۲
این مدل که در سال ۱۹۳۸ ساخته شد از موتورهای شعاعی پیاجو پی.۱۱ با قدرت ۱۰۰۱ اسب بخار بهره می‌برد. سیستم دفاعی این مدل هم به پنج مسلسل ارتقا یافت.
از این مدل فقط یک نمونه ساخته شد و سفارشی برای تولید آن وجود نداشت اما شرکت پیاجو از تجربه تولید سه نمونه پی. ۵۰ در ادامه برای تولید بمب‌افکن سنگین پیاجو پی.۱۰۸ در جنگ جهانی دوم استفاده نمود.

## مشخصات پی. ۵۰–۱[۱]

### ویژگی‌های کلی
- طول: ۱۹٫۸۱ متر
- پهنای بال: ۲۵٫۷۹۴ متر
- ارتفاع: ۴٫۷۵ متر
- مساحت بال: ۱۰۰٫۰۰ متر مربع
- وزن خالی: ۱۲٬۹۷۳ کیلوگرم
- وزن بارگیری: ۱۹٬۹۵۸ کیلوگرم
- پیشرانه: ۴ موتور وی۱۲ آسو ۱۱

### کارایی
- سرعت بیشینه: ۴۳۰ کیلومتر در ساعت
- شعاع عملیاتی: ۲۹۹۸ کیلومتر
- نرخ اوج‌گیری: ۲۲ دقیقه تا ۱۳۱۲۰ پایی

### جنگ‌افزار
- اسلحه: ۳ مسلسل ۱۲٫۷ میلی‌متری
- بمب: ۲۵۰۰ کیلوگرم بمب[۲]